# 아오모리 네부타 축제

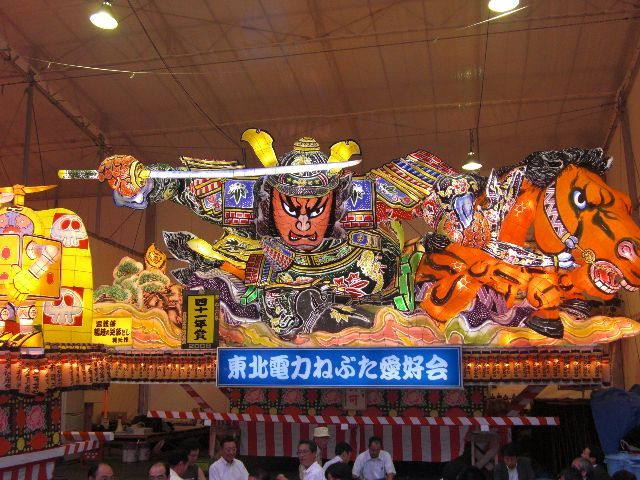
아오모리 네부타 축제 (2008년)

아오모리 네부타 축제(일본어: 青森ねぶた祭) 또는 아오모리 네부타(일본어: 青森ねぶた)는 일본 아오모리현 아오모리시에서 8월 2일부터 7일까지 열리는 축제로, 대나무나 철사로 뼈대를 만들고 그 위에 색색의 한지를 붙여 아주 큰 네부타라는 무사인형 등불을 만들어서 시내를 행진한다. 전통의상을 입은 사람들이 피리 소리와 북소리에 맞춰 '랏세라'라는 흥을 돋우는 구호를 외치며 등불을 따라 뛰어다닌다. 네부타의 어원은 '졸리다'라는 일본어에서 온 것으로 가을 수확 전에 일의 방해가 되는 졸음을 쫓고자 시작된 축제다.